# St. Peter (Merken)

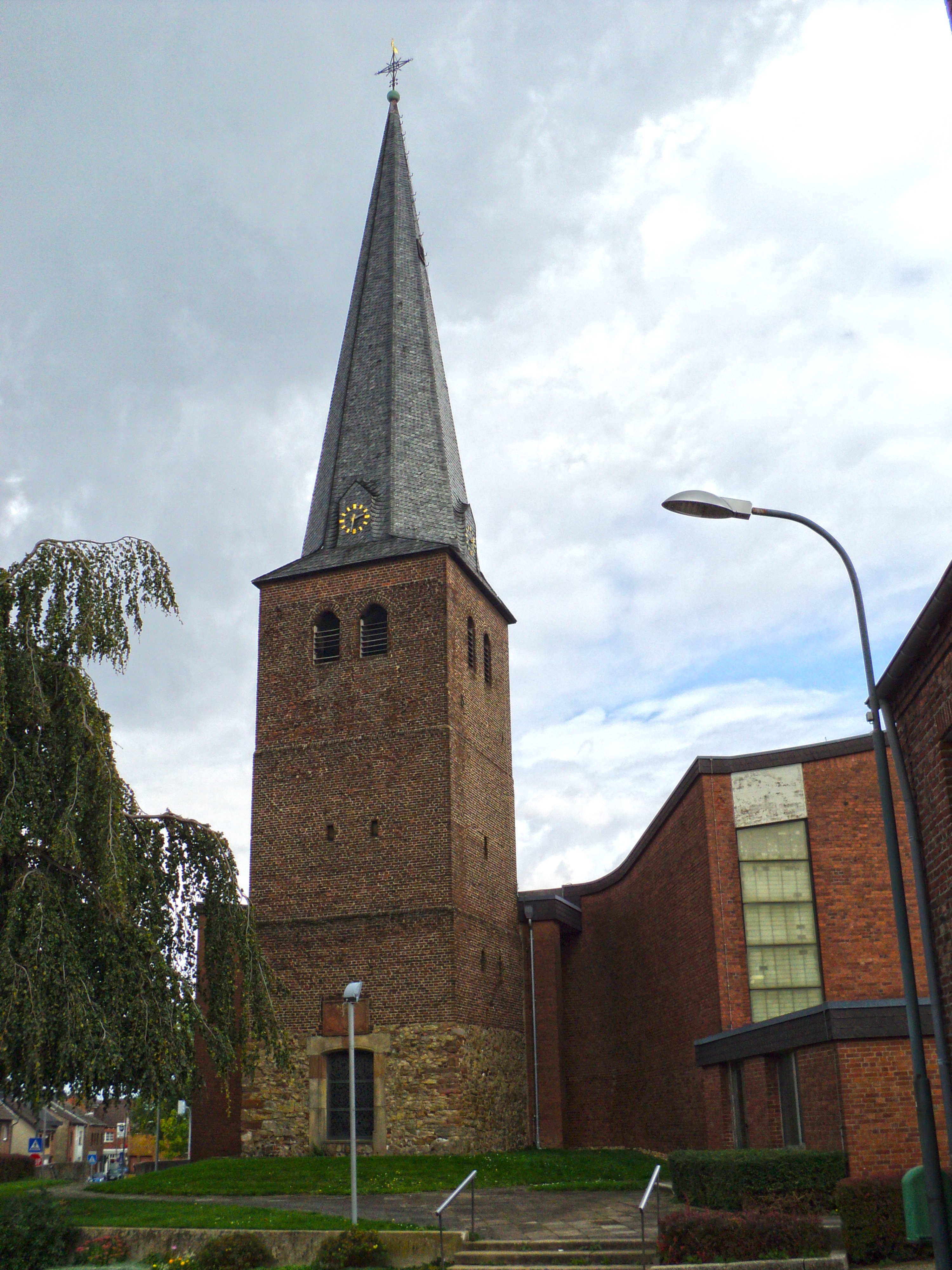
St. Peter in Merken

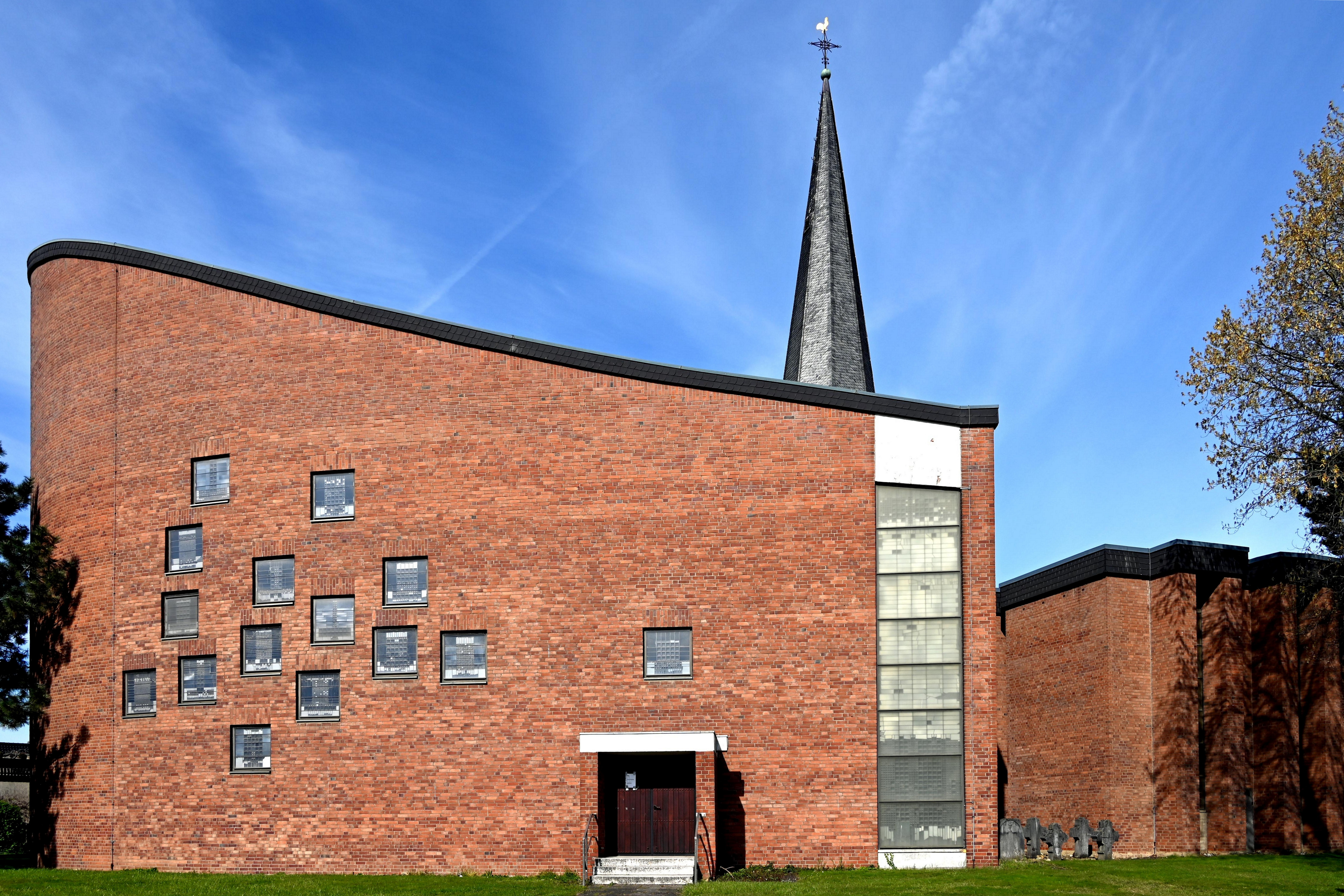
Ostseite

St. Peter ist eine römisch-katholische Pfarrkirche im Dürener Stadtteil Merken im Kreis Düren, Nordrhein-Westfalen. Die Kirche wurde zwischen 1966 und 1968 nach Plänen von Wilhelm Decker errichtet und dem hl. Apostel Petrus gewidmet.

## Geschichte
Eigenständige Pfarrei wurde Merken erst in der Franzosenzeit im Jahr 1804. Zuvor war Merken eine Filiale der Pfarre St. Mariä unbefleckte Empfängnis, Pier. Dabei wurde auch die bisherige Pierer Filiale Vilvenich mit der Helena-Kapelle nach Merken umgepfarrt. Jedoch wurde dies 1805 auf Wunsch der Vilvenicher wieder rückgängig gemacht, wodurch Vilvenich wieder zur Pierer Pfarre gehörte. Seit 1687 hatte die Gemeinde einen Vikar, der dem Pierer Pfarrer unterstellt war.
Heute ist die Pfarre ein Teil der Gemeinschaft der Gemeinden (GdG) Düren-Nord. 

## Baugeschichte
Eine Kapelle in Merken wurde 922 das erste Mal urkundlich erwähnt. Im Liber valoris aus der Zeit um 1308 wurde ebenfalls eine Kapelle für Merken genannt.
Der Vorgängerbau der heutigen Kirche stammte in seinen ältesten Teilen noch aus dem 11. oder 12. Jahrhundert. Aus dieser Zeit ist das Untergeschoss des Glockenturmes erhalten, da der Turm in den Bau der neuen Kirche mit einbezogen wurde. Das spätere nördliche Seitenschiff stammte ebenfalls aus dieser Zeit. Im 15. und 16. Jahrhundert wurde an dieses Schiff ein Mittelschiff und ein dreiseitig geschlossener Chor im Baustil der Spätgotik angebaut. Am 24. November 1673 wurde das zweischiffige Bauwerk durch Brandstiftung stark in Mitleidenschaft gezogen. Bei diesem Brand wurde auch der Turm bis auf das Untergeschoss sowie die Glocken zerstört. Jedoch wurde erst ein Jahr später am 8. November 1674 mit der Renovierung und teilweisen Erneuerung der Kirche begonnen. Dabei wurde die Kirche im Stil des Barock im Innern umgestaltet. 1698 wurden als vorerst letzte Baumaßnahme die beiden Obergeschosse des Glockenturms errichtet. 1864 wurde ein südliches Seitenschiff angebaut und somit war die Kirche dreischiffig. Am 7. August 1932 wurde der Grundstein für einen Erweiterungsbau an das Gotteshaus nach Norden hin nach Plänen des Dürener Architekten Dohmen gelegt. Am 10. Dezember wurde der Erweiterungsbau durch den damaligen Aachener Weihbischof Hermann Joseph Sträter geweiht. Dieses Bauwerk wurde in den 1960er Jahren marode und ein völliger Neubau wurde beschlossen. Somit wurde 1966 die alte Kirche bis auf den Turm abgerissen.
Die heutige Pfarrkirche wurde zwischen 1966 und 1968 unter Einbeziehung des alten Glockenturmes nach Plänen des Mönchengladbacher Architekten Wilhelm Decker in Form einer Ellipse errichtet. Der erste Spatenstich war am 19. Juni 1966 und die Grundsteinlegung am 25. September 1966. Die Weihe erfolgte am 31. März 1968 durch den damaligen Aachener Bischof Johannes Pohlschneider. Das Gotteshaus hat 400 Sitzplätze.

## Ausstattung
Im Innenraum des Gotteshauses befindet sich eine moderne Ausstattung, von der der Volksaltar und der Ambo zu erwähnen sind. Nur einige Heiligenfiguren wurden aus dem Inventar der alten Kirche übernommen. Sie stammen zum Teil aus der Zeit um 1700. Die Vorgängerkirche besaß eine barocke Ausstattung mit einem Hochaltar aus der zweiten Hälfte des 17. Jahrhunderts und zwei dazugehörigen Nebenaltären. Der Hochaltar wurde nach dem Abriss an die Kirche von Eintürnenberg in Baden-Württemberg gegeben und dort nach Restaurierung wieder aufgestellt; die Nebenaltäre wurden zerstört. Den Brand 1673 überstanden hatte die Kanzel aus der zweiten Hälfte des 15. Jahrhunderts, wo diese sich heute befindet, ist nicht bekannt. Außerdem besitzt das Bauwerk eine Buntverglasung, die ein Werk der Künstlerin Johanna L'Hoest aus dem Jahr 1968 ist.

## Orgel
Die Orgel ist ein Werk der Orgelbauanstalt Karl Bach, Aachen. Sie wurde aus der Vorgängerkirche übernommen. Dort war sie am 12. Oktober 1958 eingeweiht worden. Sie wurde an ihrem jetzigen Standort im Jahre 1968 wieder aufgebaut und besitzt 20 Register auf zwei Manuale und Pedal verteilt.
| I Hauptwerk C–g3 |       |
| Prinzipal        | 8′    |
| Rohrflöte        | 8′    |
| Blockflöte       | 4′    |
| Gemsquinte       | 2 ⁄3′ |
| Superoktav       | 2′    |
| Mixtur IV        | 1 ⁄3′ |
| Solotrompete     | 8′    |

| II Nebenwerk C–g3 |       |
| Lb. Gedeckt       | 8′    |
| Salicional        | 8′    |
| Prinzipal         | 4′    |
| Nachthorn         | 2′    |
| Sesquialter II    | 2 ⁄3′ |
| Zimbel III        | 1′    |
| Krummhorn         | 8′    |

| Pedal C–f1        |     |
| Subbaß            | 16′ |
| Oktavbaß          | 8′  |
| Gedecktbaß (ext.) | 8′  |
| Choralbass (ext.) | 4′  |
| Flachflöte        | 2′  |
| Posaune           | 16′ |

- Koppeln: I/II, II/I, Sub I/P, II/P
- Spielhilfen: Handregistratur, Freie Kombination 1, Freie Kombination 2, Tutti, Walze
- Spieltische: Als Besonderheit hat die Orgel 2 Spieltische: Einen Spieltisch in der Hauptkirche mit 2 Manualen und Pedal aus dem Erbauerjahr 1958 sowie einen zweiten Spieltisch aus 1968 in der sogenannten „Werktagskirche“ mit nur 1 Manual (Register des Nebenwerks) und den beiden Pedalregistern Subbaß 16′ und Gedecktbaß 8′.

## Glocken
Johannes Bourlet goss 1674 drei neue Glocken. Jedoch mussten zwei davon im Ersten Weltkrieg abgeliefert werden. Daraufhin goss die Firma Petit & Gebr. Edelbrock aus Gescher zwei neue Glocken mit den Schlagtönen e' und a'. Diese beiden Glocken wurden jedoch im Zweiten Weltkrieg ebenfalls eingeschmolzen, sodass nur noch die Glocke von 1674 im Turm verblieb. 1956 wurden wiederum zwei neue Glocken angeschafft, die aber diesmal aus Gussstahl und nicht aus Bronze bestanden, damit diese nicht mehr im Kriegsfall eingeschmolzen werden können.
| Nr. | Name | Durchmesser (mm) | Masse (kg, ca.) | Schlagton (HT-1/16) | Gießer                                          | Gussjahr |
| 1   | -    | -                | -               | f'                  | Bochumer Verein für Gußstahlfabrikation, Bochum | 1956     |
| 2   | -    | 980              | 550             | g'                  | Johannes Bourlet, Jülich                        | 1674     |
| 3   | -    | -                | -               | b'                  | Bochumer Verein für Gußstahlfabrikation, Bochum | 1956     |

Motiv: Gloria

## Pfarrer
Folgende Pfarrer wirkten bislang als Seelsorger an St. Peter:
| von – bis    | Name                                   |
| ------------ | -------------------------------------- |
| 1840–1875    | Johann Caspar Pfeiffer                 |
| 1875–1887    | Vakant                                 |
| 1887–1891    | Konrad Gustav Prell                    |
| 1891–1926(?) | Hubert Pütz                            |
| 1926–1934    | Franz Josef Huppertz † 5. Juni 1940    |
| 1934–1951    | Julius Seeves † 22. März 1963          |
| 1951–1963    | Clemens Wittrock † 2. Mai 1997         |
| 1963–1966    | Johannes Schlösser † 22. November 1993 |
| 1966–1997    | Anton Geller † 29. Mai 1997            |
| 1997–2010    | Heinrich Plum                          |
| Seit 2011    | Norbert Glasmacher                     |